# 哈特维希·施滕肯
哈特维希·施滕肯（德語：Hartwig Steenken，1941年7月23日—1978年1月10日），德国男子马术运动员。他曾代表西德参加1968年和1972年夏季奥林匹克运动会马术比赛，其中1972年奥运会获得一枚金牌。